# Bryopolia inextrita
Bryopolia inextrita är en fjärilsart som beskrevs av Rudolf Püngeler 1914. Bryopolia inextrita ingår i släktet Bryopolia och familjen nattflyn. Inga underarter finns listade i Catalogue of Life.